# Yoyo@home

yoyo@home — проект добровольных вычислений, адаптированный для вычислений на платформе BOINC (Wrapper). Запущен при поддержке сообщества Rechenkraft.net e.V. В состав проекта в настоящее время входит 5 подпроектов:
- ECM — проект по факторизации целых чисел различного вида при помощи эллиптических кривых[2].
- Perfect Cuboid — проект по поиску совершенного кубоида. Также проект ищет два вида почти совершенных кубоидов (кубоиды, в которых целочисленны 6 размерностей из 7): Edge (кубоид только с одной нецелой гранью) и Face (кубоид только с одной нецелой лицевой диагональю), а также некоторые виды кубоидов в комплексных числах: идеальный комплексный кубоид, «Сумеречные» кубоиды (кубоиды, в которых комплексными числами являются только грани), «Полуночные» кубоиды (кубоиды, в которых комплексными числами являются грани и лицевые диагонали). Поиск ведётся от целочисленной пространственной диагонали с длиной от 1013 до 263 (теоретический предел приложения). Первая цель подпроекта — 250.
- evolution@home[3] — проект в области эволюционных исследований (ДНК человека).
- OGR-28 (от англ. Optimal Golomb Ruler) — проект по поиску оптимальных линеек Голомба, используя клиент проекта distributed.net.

Завершенные проекты:
- Euler — проект по поиску решений диофантова уравнения вида {\displaystyle a^{6}+b^{6}=c^{6}+d^{6}+e^{6}+f^{6}+g^{6}}[4] (обобщение гипотезы Эйлера, случай {\displaystyle (6,2,5)}).
- Odd Weird Search — подпроект для поиска нечетных странных чисел. На данный момент неизвестно ни одного подобного числа, но и не доказано, что они не существуют. В ходе проверки чисел до 1017 подобных чисел выявлено не было, в рамках подпроекта планируется проверка до 1021.
- Harmonious Trees[5] — проект в области теории графов, целью которого является доказательство того, что любое дерево является гармоничным графом[6], то есть допускает такое сопоставление числовых меток {\displaystyle 0\ldots N-1} вершинам, что для любого ребра сумма по модулю {\displaystyle N-1} меток инцидентных ему вершин уникальна в пределах дерева[7]. В настоящее время справедливость утверждения проверена для всех деревьев числом вершин 31 и менее[8]. Подпроект запущен 31 июля 2011 года[9].
- Muon[10] — проект по моделированию работы мюонного коллайдера, целью которого является исследование свойств нейтрино. В ходе расчетов с использованием генетических алгоритмов[11] моделируется процесс обстрела танталовой мишени в виде стержня или вращающегося тороидального кольца[12] пучком протонов с целью получения потока пионов и затем мюонов и нейтрино/антинейтрино[13].

Вычисления в рамках проекта стартовали на платформе BOINC в августе 2007 года. По состоянию на 5 сентября 2013 года в нём участвуют 16 747 пользователей (61 094 компьютеров) из 127 стран, обеспечивая вычислительную мощность в 7,65 терафлопс. Участвовать в проекте может любой человек, обладающий подключённым к Интернет компьютером, установив на него программу BOINC.

## Перечень подпроектов

### Euler
Целью подпроекта является поиск решений диофантова уравнения {\displaystyle \sum _{i=1}^{2}x_{i}^{6}=\sum _{j=1}^{5}y_{j}^{6}}, представляющего обобщение гипотезы Эйлера, случай {\displaystyle (6,2,5)}. Для поиска решений был использован алгоритм, предложенный Д. Бернштейном (англ. D. J. Bernstein) и базирующийся на малой теореме Ферма {\displaystyle \left(x^{p-1}\equiv 1({\mbox{mod}}\,p)\right)} и теореме Эйлера-Ферма ({\displaystyle x^{\varphi (m)}\equiv 1({\mbox{mod}}\,m)} если {\displaystyle GCD(x,m)=1}) с ограничениями на значения {\displaystyle \{x_{i},y_{i}\}<N}, где {\displaystyle N} сперва было выбрано равным 117 649, а затем увеличено до 250 000. Вычисления в рамках подпроекта стартовали в апреле 2010 года и были завершены 26 июля 2011 года. На расчет в общей сложности было затрачено 810 ГГц-лет (2⋅1019 FLOPS) вычислительного времени (для процессора AMD Phenom). В ходе вычислений было найдено 196 новых решений (всего на данный момент известно 377 решений, полный перечень которых приведен в). Примерами решений, найденных в рамках проекта, являются:
{\displaystyle 191431^{6}+17593^{6}=157188^{6}+12015^{6}+52696^{6}+102648^{6}+179039^{6}};
{\displaystyle 190177^{6}+124559^{6}=181611^{6}+102234^{6}+756^{6}+74669^{6}+154966^{6}};
{\displaystyle 119314^{6}+55961^{6}=73662^{6}+27822^{6}+63588^{6}+98777^{6}+109886^{6}};
…
Наименьшим среди найденных является решение
{\displaystyle 1117^{6}+770^{6}=1092^{6}+861^{6}+602^{6}+212^{6}+84^{6}}.
Для некоторых других частных случаев обобщения гипотезы Эйлера в рамках проекта EulerNet также найдены решения.

### ECM
ECM — проект по факторизации целых чисел различного вида при помощи эллиптических кривых.

### Muon

Скриншот программы во время расчета

Основной целью проекта является поддержка проектирования отдельных узлов мюонного коллайдера Neutrino Factory, строительство которого планируется к 2015 году в Великобритании (до недавнего времени мюонные коллайдеры, в отличие от электронных (см. Большой электрон-позитронный коллайдер) или адронных (см. Большой адронный коллайдер), характеризовались существенно меньшей светимостью и поэтому не были реализованы на практике). Его основной целью является получение сфокусированных интенсивных пучков нейтрино (до 1021 частиц в год), которые планируется передавать сквозь Землю (благодаря низкой способности нейтрино, участвующих только в слабых взаимодействиях, взаимодействовать с веществом) на удаленные детекторы, расположенные на других континентах на расстоянии приблизительно 3500—7500 км.
В качестве возможных детекторов нейтрино рассматриваются:
- Национальная лаборатория Гран-Сассо, 7400 км, Италия;
- Norsaq, 3400 км, Гренландия;
- Pykara, 7630 км;
- Gaspe, 4280 км, Канада;
- Баксан, 3375 км, Россия;
- Waste Isolation Pilot Plant, 7513 км, США.

Также рассматривается возможность строительства мюонного коллайдера на базе лаборатории Фермилаб в США.
В ходе экспериментов планируется исследование нейтринных осцилляций (взаимных превращений электронных, мюонных и тау-нейтрино), что впоследствии должно способствовать уточнению массы нейтрино (сейчас известны только ограничения сверху на значение массы — см. Стандартная модель) и механизма нарушения CP-инвариантности. Возможно, в ходе экспериментов будет доказано, что нейтрино являются тахионами. Интерес к исследованию свойств нейтрино подогревается тем, что нейтрино — одна из наиболее распространенных частиц во Вселенной (приблизительно четверть всех существующих частиц — нейтрино), и их масса должна оказывать сильное влияние на эволюцию Вселенной с момента Большого взрыва. Кроме того, с целью дальнейших усовершенствований Стандартной модели необходимо точное измерение свойств частиц для проверки предсказаний теорий, альтернативных к Стандартной модели.
Стоимость создания ускорителя Neutrino Factory оценивается в 1,9 млрд долларов. Кроме изучения свойств нейтрино, пучки протонов, получаемые на ускорителе, могут быть использованы, например, для нейтрализации радиоактивных отходов (превращения радиоактивных изотопов в более стабильные). Плотный поток протонов также может быть использован для нужд атомной трехмерной микроскопии (англ. 3D atomic microscopy). Получаемые пучки мюонов могут быть использованы как основа для мюонного коллайдера, способного осуществлять столкновения высокоэнергетических мюонов (20—50 ГэВ) аналогично тому, как производятся столкновения протонов или ионов атомов свинца на Большом адронном коллайдере. По ряду показателей мюонный коллайдер может быть эффективнее существующих электронных или адронных.
Во время запуска программы на компьютере производится моделирование процесса попадания пучка протонов в мишень, в ходе чего возникает поток пионов, впоследствии превращающихся в мюоны:
{\displaystyle \pi ^{+}\to \mu ^{+}+\nu _{\mu },~~~\pi ^{-}\to \mu ^{-}+{\bar {\nu }}_{\mu }.}
Часть мюонов попадает в дальнейшие ускорительные стадии, при этом желательно получение как можно более плотного потока мюонов. Далее полученный пучок мюонов попадает в кольцо ускорителя с целью временного хранения, где происходит распад мюонов на электроны, позитроны и нейтрино, используемые для последующих экспериментов:
{\displaystyle \mu ^{-}\to e^{-}+{\bar {\nu }}_{e}+\nu _{\mu },~~~\mu ^{+}\to e^{+}+\nu _{e}+{\bar {\nu }}_{\mu }}.
Данная часть установки является довольно сложной, так как требуется сформировать достаточно плотный пучок мюонов до тех пор, пока они не подверглись распаду (время жизни мюона — 2,2⋅10−6 с) (для сравнения, процесс инжекции, ускорения, чистки и сжатия пучков на LHC занимает не менее получаса). Эффективность данного этапа определяет эффективность установки, состоящей из ряда ускорительных стадий, в целом. Использование программы позволяет оценить эффективность установки и производить её дальнейшую оптимизацию.
Проект координирует Стивен Брукс, входящий в состав группы по высокоэнергетичным пучкам (англ. Intense Beams Group) лаборатории Резерфорда — Эплтона Британского центра ускорительных технологий и исследований (англ. UK's Accelerator Science and Technology Centre (ASTeC)). Одной из основных задач группы является разработка программных моделей для моделирования ускорителей заряженных частиц.

### evolution@home
Представляет собой первый и пока единственный проект распределенных вычислений для решения эволюционных исследований. Он имитирует различные типы населения и сосредоточен на анализе митохондриальной ДНК человека.

### OGR-28
Математический проект, нацеленный на поиск оптимальных линеек Голомба, которые применяются в радиоастрономии, рентгено-кристаллографии и теории связи.
Первые квазиоптимальные линейки порядков 1,2,…,8 были найдены вручную Уоллесом Бабкоком (Wallace C. Babcock) в 1952 году. Их оптимальность позже была доказана перебором (1967−1972 гг.). Новые кандидаты в оптимальные линейки 9,10,…,19 открывались различными математическими методами с 1967 по 1984 годы. При полном переборе (1972−1994 гг.) многие из них были подтверждены, хотя OGR-9,13,15,16 были открыты лишь с помощью полного перебора на компьютере. Оптимальность известных кандидатов на OGR-20, 21, 22, 23 была доказана участниками открытого распределённого проекта Golomb ruler search с 1997 по 1999 годы. После завершения OGR-23, по обоюдной договорённости, инициатива и все наработки Golomb ruler search перешли под крыло distributed.net. В июле 2000 года на distributed.net официально стартовал проект OGR-24.
- OGR-24: 1 ноября 2004 года с помощью полного перебора подтверждена оптимальность линейки Голомба 24 порядка, открытой в 1967 году Джоном Робинсоном (англ. John P. Robinson) и Артуром Бернштейном (англ. Arthur J. Bernstein)[30].
- OGR-25: 24 октября 2008 года доказана оптимальность линейки 25 порядка, открытой М. Д. Аткинсоном (M. D. Atkinson) и А. Хассенкловером (A. Hassenklover) в 1984 году[31].
- OGR-26: успешно завершён 24 февраля 2009 года. Подтверждена линейка, найденная Аткинсоном и Хассенкловером в 1984 году[32].
- OGR-27: успешно завершён в 2014 году. Оптимальность доказана.
- OGR-28: успешно завершён в 2022 году. Оптимальность доказана.

### Harmonious Trees
Математический проект в области теории графов, целью которого является доказательство того, что любое дерево является гармоничным графом, то есть допускает такое сопоставление числовых меток 0 … N-1 вершинам, что для любого ребра сумма по модулю N-1 меток инцидентных ему вершин уникальна в пределах дерева.

### Odd Weird Search
Проект поиска странных чисел в промежутке от {\displaystyle 10^{21}} до {\displaystyle 10^{28}}.

## Научные достижения
- найдено 196 новых решений для обобщения гипотезы Эйлера, случай {\displaystyle (6,2,5)}, в области значений переменных до 250 000[16].